# マチェーテ・キルズ
『マチェーテ・キルズ』（Machete Kills）は、2013年に公開されたアメリカ合衆国のアクションスリラーエクスプロイテーション映画。
『グラインドハウス』の偽予告編を長編化した2010年の映画『マチェーテ』の続編で、監督は前作に引き続きロバート・ロドリゲス。出演は、ダニー・トレホ、ジェシカ・アルバ、ミシェル・ロドリゲスらが続投するほか、新たにレディー・ガガ、ヴァネッサ・ハジェンズ、ソフィア・ベルガラ、デミアン・ビチル、キューバ・グッディング・ジュニア、アレクサ・ヴェガ、ゾーイ・サルダナ、アンバー・ハード、ウィリアム・サドラー、チャーリー・シーン、メル・ギブソンらがキャストに加わった。今作はアメリカ合衆国政府から依頼されたマチェーテ（トレホ）が、ミサイル攻撃によって世界戦争勃発を企む武器商人（ギブソン）と戦うという内容である。

## キャスト
| 役名                   | 俳優                             | 日本語吹き替え |
| ---------------------- | -------------------------------- | -------------- |
| マチェーテ・コルテス   | ダニー・トレホ                   | 廣田行生       |
| ルター・ヴォズ         | メル・ギブソン                   | さかき孝輔     |
| サルタナ・リベラ       | ジェシカ・アルバ                 | 末柄里恵       |
| ルース                 | ミシェル・ロドリゲス             | 朴璐美         |
| メンデス               | デミアン・ビチル                 | 蜂須賀智隆     |
| ミス・サン・アントニオ | アンバー・ハード                 | 小林未沙       |
| アダム・デズデモーナ   | ソフィア・ベルガラ               | 仲村かおり     |
| ラスコック大統領       | カルロス・エステベス             | 田村真         |
| エル・カメレオン1      | ウォルトン・ゴギンズ             |                |
| エル・カメレオン2      | キューバ・グッディング・ジュニア | 影平隆一       |
| ラ・カメレオン         | レディー・ガガ                   | 川瀬晶子       |
| エル・カメレオン4      | アントニオ・バンデラス           | 各務立基       |
| セレッサ               | ヴァネッサ・ハジェンズ           |                |
| キル・ジョイ           | アレクサ・ヴェガ                 |                |
| サロール               | マルコ・サロール                 |                |
| オシリス・アマンプール | トム・サヴィーニ                 |                |
| ドークス保安官         | ウィリアム・サドラー             |                |
| チェポ                 | ジュリオ・オスカー・メチョソ     |                |
| ビリー・ブレア         | ビリー・ブレア                   |                |
| クレボーン             | サミュエル・デイヴィス           |                |
| カブリート・コック     | ヴィンセント・フエンテス         |                |
| ドールフェイス         | エル・ラモント                   |                |
| ドク・フェリックス     | フェリックス・サバテス           |                |
| ナース・リサ&モナ      | エレクトラ&エリース・アヴェラン  |                |
| ナース・ファイン       | マーシー・マディソン             |                |
| 本人役                 | イーロン・マスク                 |                |
| 日本語版制作スタッフ   |                                  |                |
| 演出                   | 演出                             | 吉田啓介       |
| 字幕翻訳               | 字幕翻訳                         | 安本熙生       |
| 吹替翻訳               | 吹替翻訳                         | 砺波紀子       |
| 調整                   | 調整                             | 榎本慎一       |
| 制作                   | 制作                             | グロービジョン |

## 製作
2012年6月10日、ロドリゲスは主要撮影が既に始まっていることを告知した。主要撮影は7月28日に完了した。
製作はロバート・ロドリゲスとアーロン・カウフマンとイリアナ・ニコリックのクイックドロウ・プロダクションズ、サルゲイ・ベスパロフのアルダミサ・フィルムズ、アレクサンデル・ロジニャンスキーのARフィルムズ、リック・シュウォーツのオーバーナイト・プロダクションズが共同で行った。
1作目でエイプリル・ブースを演じたリンジー・ローハンは本作には出演しなかった。ロドリゲスはローハンのキャラクターが好きであると語ったが、「話に収まらなかった」と述べた。
チャーリー・シーンは本名の「カルロス・エステベス」でクレジットされた。これはヒスパニック系をテーマとした映画であるためにシーン自らが提案した。

## 公開
2013年6月20日、『インシディアス 第2章』との競合を避けるために公開日は当初予定されていた2013年9月13日から10月11日へ延期された。

### 批評家の反応
Rotten Tomatoesでは114件のレビューで支持率は29%、平均点は10点満点で4.5点となっている。サイト側の評価の総意は「優れた前作と同じ低俗な狂気を保持する一方で、本作はより手際が悪くなった続編として、最初の輝きを失っている」であった。